# Тарасевич, Владимир (епископ)
Владимир Владислав Тарасевич (бел.  Уладзімір Уладзiслаў  Тарасевіч, пол.  Włodzimierz Władysław Tarasewicz, англ.  Vladimir Ladislas Tarasevitch; род. 27 ноября 1921 в Клешняках — ум. 2 января 1986 в Чикаго) — белорусский религиозный и общественный деятель. Бенедиктинский католический священник , епископ.  Доктор богословия с 1958 года. Родился в селе Клешняки, Щучинского района.

## Биография
Родился в семье белорусских католиков. Накануне Великой Отечественной войны переехал в США к дяде Я. Тарасевичу. Окончил духовную семинарию и колледж при аббатстве св. Прокопий в Лиле недалеко от Чикаго, Вашингтонский католический университет (1950), учился в Риме в Папском григорианском университете и Папском институте изучения Востока.
Бенедиктинский монах с 1944 года, католический священник восточного обряда с 1949 года. Доктор богословия с 1958 года. В 1958-1986 гг. возглавлял Белорусский униатский приход Христа Спасителя в Чикаго. С 1975 года являлся архимандритом. Епископ католической церкви восточного обряда с 1983 года. Одновременно с назначением Владимира Тарасевича епископом, Папа, назначил его апостольским гостем для белорусских католиков западного и восточного обрядов в изгнании.
25 апреля 1959 года он прочитал в Конгрессе США молитву за белорусский народ. Один из основателей униатского англо-русского журнала «Церковный голос»,  издавал бюллетени «Правда», «На связь».
Похоронен на кладбище бенедиктинского монастыря св. Прокоп в Лиле, Иллинойс.